# بيير بنيشو
بيير بنيشو (بالفرنسية: Pierre Bénichou)‏ هو صحفي فرنسي، ولد في 1 مارس 1938 في وهران في الجزائر.

## وصلات خارجية
- بيير بنيشو على موقع IMDb (الإنجليزية)
- بيير بنيشو على موقع ألو سيني (الفرنسية)
- بيير بنيشو على موقع ميوزك برينز (الإنجليزية)
- بيير بنيشو على موقع قاعدة بيانات الفيلم (الإنجليزية)